# Demonax dorotheae
Demonax dorotheae là một loài bọ cánh cứng trong họ Cerambycidae.